# 8710 Hawley
A 8710 Hawley (ideiglenes jelöléssel 1994 JK9) a Naprendszer kisbolygóövében található aszteroida. C. P. de Saint-Aignan fedezte fel 1994. május 15-én.